# Kildare Capes
Kildare Capes est une communauté dans le comté de Prince de l'Île-du-Prince-Édouard, Canada, au sud-est de Tignish.